# Rallye de l'Épine
Le Rallye de l'Épine Avant-Pays Savoyard auparavant appelé Rallye de l'Épine Mont du Chat, plus communément appelé Rallye de l'Épine, est un rallye automobile qui se déroule en France dans le département de la Savoie. Il fut créé en 1986. Il compte pour la coupe de France des rallyes amateur.

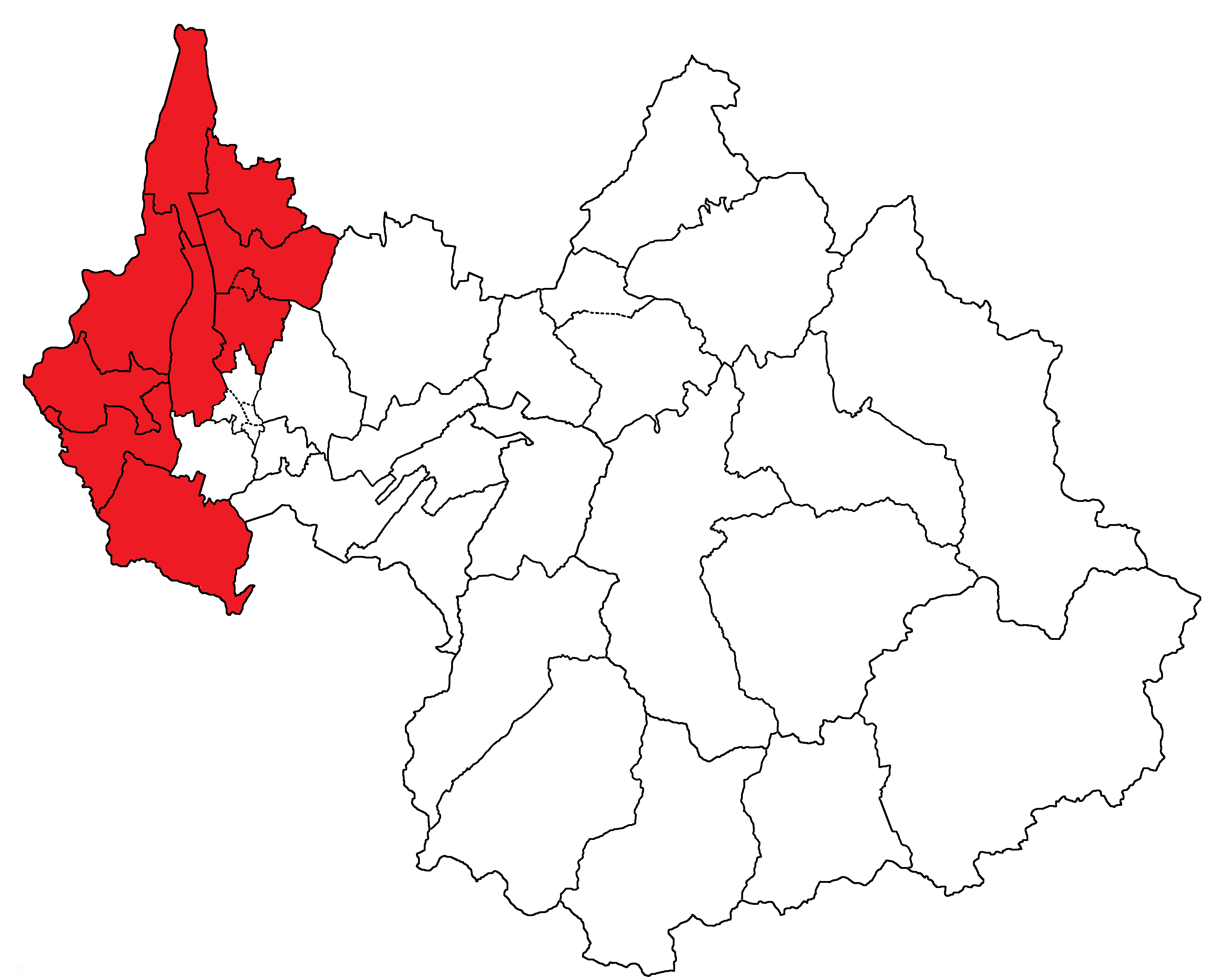
Zone du mont du Chat

## Histoire
Ce rallye est créé en 1984, sous l’initiative de Philippe Blanc, Alain Danloue et Victor Fabbi. Le rallye est d'abord un rallye régional.
Durant les années 1990, le nombre d'engagés s'accroit considérablement. Ainsi en 2002, l'association organisatrice décide d’inscrire le rallye de l'Épine en rallye National, ce qui se traduit par :
- des spéciales chronométrées plus longues;
- des véhicules de compétition de haute technologie;
- des pilotes de notoriété.

L'épreuve se dispute sur des spéciales reconnues comme:
-Mont du Chat
-Relais ORTF
-Verthemex
Après 5 ans d'arrêt, le rallye est relancé en 2019 sous le nom d'Avant Pays Savoyard.

## Organisation
Le Rallye de l'Épine est organisé par l'association Team73.

## Palmarès de l'épreuve
- 2022 - Michel Giraldo (Citroën C3 R5)
- 2021 - Ludovic Bogey (Ford Fiesta WRC)
- 2019 - Michel Giraldo (Skoda Fabia R5)
- 2014 - Ludovic Bogey (Ford Fiesta WRC)
- 2013 - Ludovic Gherardi (Ford Fiesta S2000)
- 2012 - Michel Bonfils (Subaru Impreza WRC)
- 2011 - Gilles Nantet (BMW 318 Ti Compact)
- 2010 - Michel Bonfils (Subaru Impreza WRC)
- 2009 - Arnaud Monnet (Peugeot 306 Maxi)
- 2008 - Michel Giraldo (Peugeot 206 GT)
- 2007 - Michel Giraldo (Peugeot 206 GT)
- 2006 - Michel Giraldo (Renault Clio S1600)
- 2005 - Michel Giraldo (Citroën Saxo S1600)
- 2004 - Michel Giraldo (Renault Mégane Maxi)
- 2003 - Gilles Nantet (Porsche 911 SC)
- 2002 - Cyril Garcin (Renault 5 Turbo TDC)
- 2001 - Cyril Garcin (Renault 5 Turbo TDC)
- 2000 - André Sirot (Peugeot 306 Maxi)
- 1999 - Jean-Pierre Ballet (Citroën ZX Kit Car)
- 1998 - Pierre Bogey (Renault 5 Turbo TDC)
- 1997 - Pierre Bogey (Renault 5 Turbo TDC)
- 1996 - Daniel Girardon (Renault 5 Turbo TDC)
- 1995 - Daniel Girardon (Renault 5 Turbo TDC)
- 1994 - Pierre Bogey (Renault 5 Turbo TDC)
- 1993 - Daniel Girardon (Renault 5 Turbo TDC)
- 1992 - Denis Troussier (Renault 5 Turbo Maxi)
- 1991 - Daniel Girardon (Renault 5 Turbo TDC)
- 1990 - Daniel Girardon (Renault 5 Turbo TDC)
- 1989 - Daniel Girardon (Renault 5 Turbo TDC)
- 1988 - Daniel Girardon (Renault 5 Turbo TDC)
- 1987 - Daniel Girardon (Renault 5 Turbo TDC)
- 1986 - Daniel Girardon (Renault 5 Turbo TDC)